# Etnografisch Museum (Boedapest)
Het Etnografisch Museum (Néprajzi Múzeum) is een museum in de Hongaarse hoofdstad Boedapest. Het is gevestigd in het stadspark Városliget.
Als stichtingsjaar van het museum geldt 1872, toen János Xántus werd benoemd tot curator van een nieuwe, etnografische afdeling van het Hongaars Nationaal Museum. Van dit museum werd het etnografisch museum in 1947 afgesplitst.
Van 1973 tot 2017 was het museum gevestigd in een door Alajos Hauszmann ontworpen eclectisch gebouw tegenover het parlementsgebouw, dat in 1896 werd voltooid en oorspronkelijk dienstdeed als paleis van justitie (Koninklijk Hongaarse Curie). Aan deze functie herinnert een plafondfresco van Károly Lotz: de Triomf van Justitia (Justitia diadala). Eind 2017 werd de vaste collectie gesloten voor publiek. In mei 2022, 150 jaar na de stichting van het museum, werd de nieuwbouw in het Városliget in gebruik genomen.
De collectie omvat circa 200.000 stukken, 140.000 Hongaarse en 60.000 buitenlandse. Naast klederdrachten, meubels en gereedschappen behoren ook de omvangrijke volksmuziekverzamelingen van Béla Bartók en Zoltán Kodály tot de collectie.